# Lovelyz
Lovelyz (кор. 러블리즈, читается как Лавлиз) — южнокорейская гёрл-группа, образованная в 2014 году под руководством Woollim Entertainment. В состав группы входили Бейби Соул, Джиэ, Джису, Миджу, Кей, Джин, Суджон, Еин. Их дебютный альбом Girls' Invasion был выпущен 17 ноября 2014 года. Группа официально была расформирована 16 ноября 2021 года.

## История

### 2014: Дебют,Girls' Invasion
Дебют Lovelyz был впервые анонсирован Woolim Entertainment 5 ноября 2014 года. До дебюта Чису покинула группу по личным причинам. 10 ноября Lovelyz выпустили цифровой сингл «Good Night Like Yesterday». Их дебютная презентация состоялась 12 ноября в зале K-ART Олимпийского парка, а дебютное выступление состоялся на следующий день на музыкальной телепрограмме M! Countdown. Дебютный альбом группы «Girls' Invasion» с главным синглом «Candy Jelly Love» вышел 17 ноября. Альбом занял 9-е место в недельном чарте Five Music Korea−Japan на Тайване и 1-е в чарте альбомов Tower Records в Японии.
21 декабря группа приняла участие в ежегодном музыкальном фестивале SBS Gayo Daejeon в части фестиваля под названием Strong Babies, в котором представляют новые K-Pop группы. Lovelyz исполнили песни «Candy Jelly Love» и «Moves Like Jagger» вместе с Red Velvet, Winner и Got7.

### 2015:Hi~,Lovelyz8иLovelinus

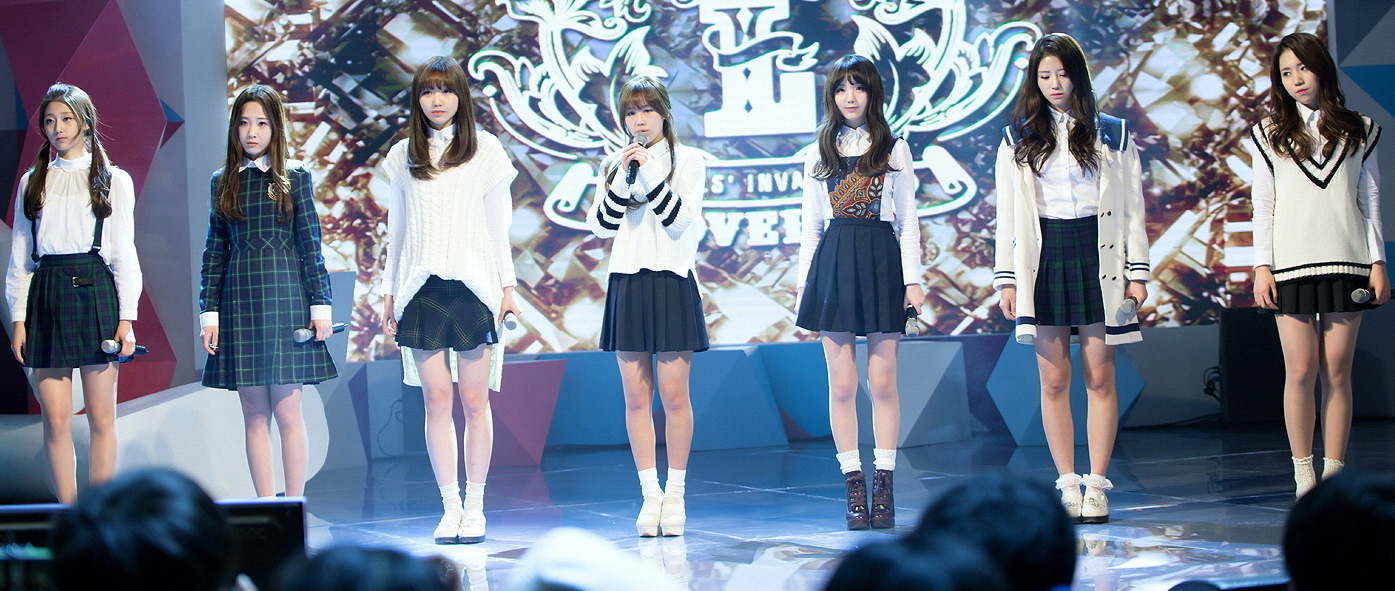
Lovelyz на Gayo Daejun в 2015 году

Lovelyz выпустили переоформленное издание альбома Girls' Invasion под названием «Hi ~» 3 марта. В нем были оригинальные треки из Girls Invasion вместе с двумя новыми песнями включая сингл с таким же названием. Они вернулись на сцену, исполнив песни «Hi ~» и «Joyland», 5 марта на музыкальной программе M! Countdown. 17 апреля Lovelyz продолжили промо-выступления на музыкальных шоу с другой новой песней «Amusement Park» из их переизданного альбома. Они продолжали промоакции до 30 апреля. 22 апреля группа приняла участие в музыкальном фестивале KCON 2015 Japan M! Countdown для 15 000 человек, что стало их первой активностью за рубежом. 23 мая группа выступила в Dream Concert на Сеульском стадионе Кубка мира.
27 августа Lovelyz выступили на выставке Korea Brand and Entertainment Expo (KBEE) в Шанхае вместе с группой Infinite. В тот же день Woollim Entertainment объявило о том, что Джису присоединится к группе, а также о новом мини-альбоме под названием Lovelyz8 через свою официальную страницу в Твиттере.
14 сентября вышел предрелизный сингл под названием «Shooting Star». За ним последовал второй мини-альбом «Lovelyz8», вышедший 1 октября 2015 года. В нем было семь треков, включая предрелизный «Shooting Star» и главный сингл «Ah-Choo». Музыкальное видео главного сингла альбома было выпущен в тот же день с появлением Хоя из Infinite в качестве камео.
31 октября группа была гостем на музыкальном шоу «Скетчбук Ю Хи Ёля» (кор. 유희열의 스케치북), где они исполнили а капелла песню Майкла Джексона «Beat It». Выступление транслировалось по американскому каналу Fox News и было распространено другими зарубежными СМИ. Сингл «Ah-Choo» удерживал первые позиции на большинстве крупных корейских музыкальных чартов на протяжении 2015-16 годов, став самым большим хитом группы.
Lovelyz провели свой первый фан-митинг и мини-концерт Lovely Day 5 декабря в зале Ax-Korea в Сеуле. Билеты были распроданы за пять минут. 7 декабря Lovelyz выпустили сингловый альбом Lovelinus, по названию их официального фан-клуба. В альбом вошли три песни. В тот же день они выпустили музыкальное видео к главному синглу «For you» (кор. 그대에게).

### 2016 − 2017:A New Trilogy,R U READYиFall in Lovelyz

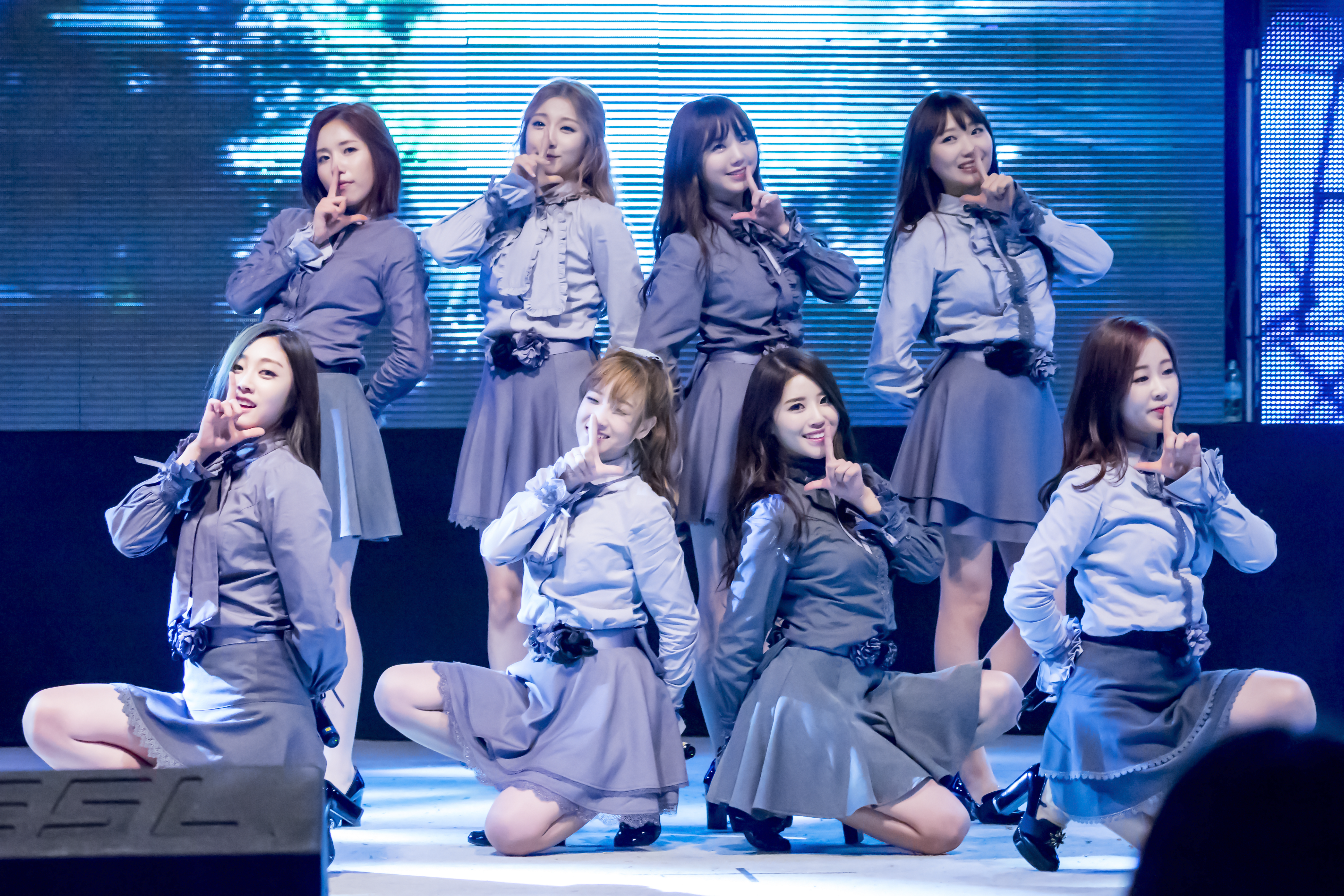
Lovelyz на Joongbu University Festival, май 2016 года

Первое реалити-шоу группы под названием Lovelyz in Wonderland (Lovelyz в Стране чудес) было показано 2 февраля на музыкальном телеканале SBS MTV. Их песня «Ah-Choo» продолжала оставаться в цифровых корейских музыкальных чартах долгое время после её выпуска 14 сентября 2015 года.
Lovelyz выпустили свой второй мини-альбом «A New Trilogy» 25 апреля 2016 года. Альбом содержит семь треков с главным синглом под названием «Destiny». Заглавная песня дебютировала на 7-м месте в цифровом чарте Gaon, что стало их самой высокой позицией в чартах до сих пор.
В ноябре 2016 года Lovelyz объявили о проведении своего первого сольного концерта с момента дебюта под названием «Lovelyz in Winterland» (Lovelyz в Зимней стране) в Blue Square Samsung Card Hall с 13 по 15 января 2017 года. На концерте стало известно, что группа вернётся в феврале.
Woollim Entertainment объявило, что Lovelyz собирается выпустить свой второй студийный альбом «R U READY?» 27 февраля. Компания также анонсировала, что Еин повредила свою лодыжку во время практики к камбэку и возможно не сможет участвовать в продвижении альбома. 2 марта Woollim Entertainment подтвердило, что Еин не будет участвовать в камбэке из-за травмы голеностопного сустава. Было подтверждено, что Еин присоединился к промоушену 23 марта на музыкальной программе М! Countdown, восстановившись после травмы.
2 мая они совершили быстрое возвращение со вторым переизданным альбомом Сейчас, мы (지금, 우리). 16 мая завоевали свой первый телевизионный музыкальный трофей на программе The Show телеканала SBS MTV.
14 ноября 2017 года Lovelyz вернулись, выпустив третий мини-альбом Fall in Lovelyz с главным треком «Звон колокольчика» (종소리).

### 2018–2019:Heal,Sanctuary, иOnce Upon a Time
Lovelyz провели свой третий сольный концерт, Lovelyz in Winterland 2, в Blue Square Samsung Card Hall с 2-4 февраля 2018 года. Концерт также состоялся в Токио и Осаке 10 и 12 февраля.
10 апреля Woollim Entertainment объявил, что Lovelyz выпустят свой четвертый мини-альбом под названием Heal 23 апреля. Альбом состоит из шести треков, включая ведущий сингл «That Day», написанный Sweetune. Lovelyz провели шоукейс в Blue Square iMarket Hall в тот же день, что и релиз альбома, и транслировались в прямом эфире через приложение Naver V-Live. Lovelyz получили свою первую победу на музыкальном шоу с «That Day» на The Show 1 мая.
21 июня Woollim Entertainment объявил, что Lovelyz выпустят свой специальный цифровой сингл под названием «Wag-Zak». Также было объявлено, что Джин не будет принимать участие в промоушене из-за проблем со здоровьем.  Lovelyz впервые исполнили «Wag-Zak» на M Countdown 28 июня с последующим продвижением на различных музыкальных программах в течение недели. Их цифровой сингл «Wag-Zak», дополненный музыкальным видео, был официально выпущен 1 июля, что ознаменовало первый летний релиз группы.
Lovelyz выпустили свой первый сборник, Muse on Music, 11 сентября. Альбом содержит инструментальную версию 33 треков. Они стали первой K-pop гёрл-группой выпустившей такой альбом.
Lovelyz выпустили свой пятый мини-альбом, Sanctuary, с ведущим синглом «Lost N Found», 26 ноября 2018 года. В январе 2019 года они продвигали сингл «Rewind» в качестве последующего сингла из альбома.
20 мая 2019 года они выпустили свой шестой мини-альбом Once Upon A Time с ведущим синглом «Beautiful Days». Начиная с августа группа участвовала на шоу Queendom.

### 2020–2021:Unforgettableи расформирование
1 сентября Lovelyz выпустили седьмой мини-альбом Unforgettable с заглавным синглом «Obliviate». Группа одержала свою первую победу за «Obliviate» на The Show.
1 ноября 2021 года Woollim Entertainment объявили, что группа будет расформирована после окончания контрактов участниц 16 ноября. Из восьми участниц группы только Бейби Соул продлила контракт с компанией.

## Участники

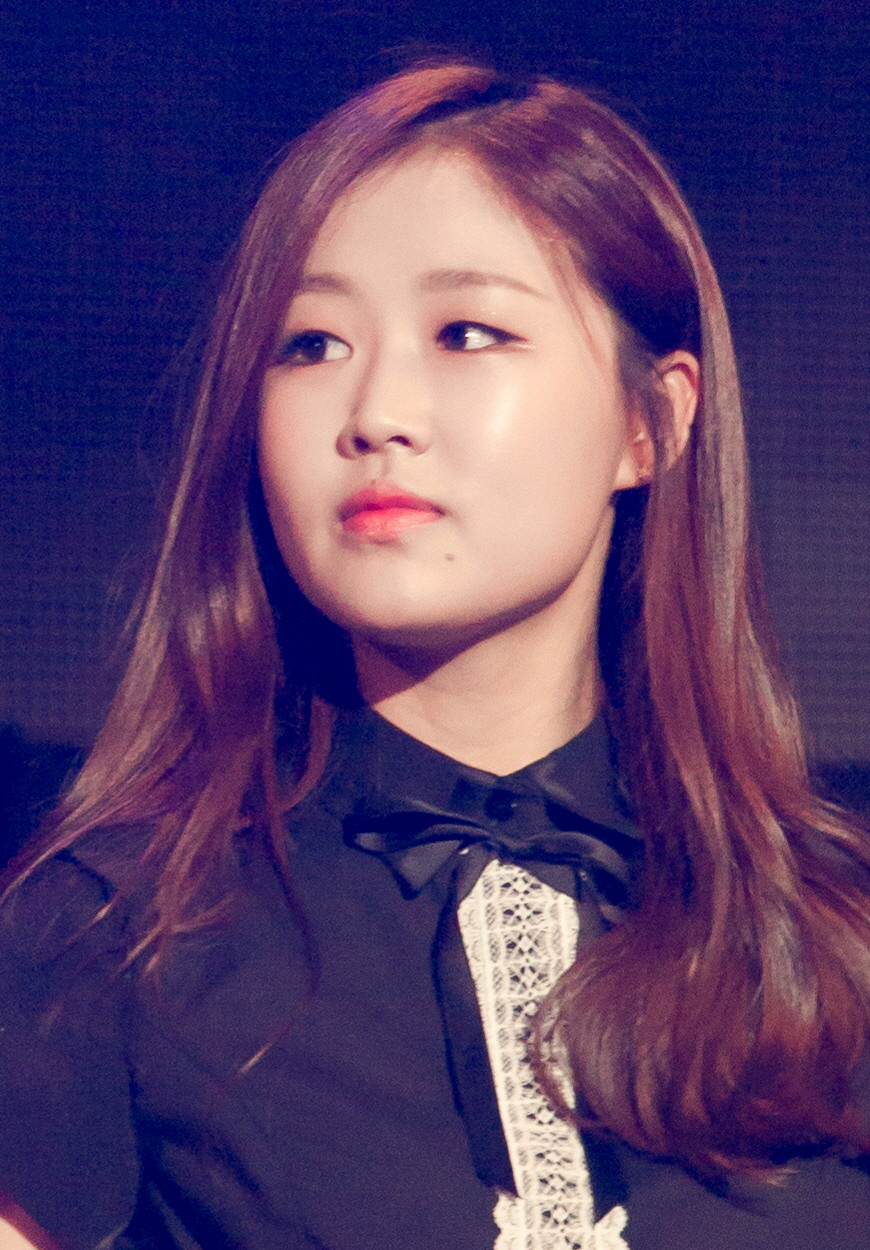
Бейби Соул во время K-creative, 15 июля 2016

### Бейби Соул
Бейби Соул (кор. 베이비소울, англ. Baby Soul) родилась 6 июля 1992 г. в Кванджу, Республика Корея. Её настоящее имя: Ли Су Чжон (кор. 이수정). Бейби Соул впервые появилась на большой сцене в 2011 году, исполнив совместно с  юнитом Infinite H песню «Crying» из альбома Over The Top. В ноябре 2011 года она дебютировала в качестве женского сольного исполнителя с синглом «No Better than Stranger» с участием певца Хвисона. В январе 2012 года Бейби Соул впервые выступила на концерте Second Invasion Concert группы Infinite, исполнив песню «Crying» с Infinite H. Вскоре после этого появления, она и бывший стажёр Woollim Entertainment Ю Чиа выпустили сингл под названием «She’s A Flirt» с участием Дону из Infinite. В июле 2012 года она выступила с Сонгю и Тону в программе Immortal Songs 2, представив песню «Woman On The Beach». В 2013 году Бейби Соул была представлена в песне Infinite H «Fly High».

### Джиэ

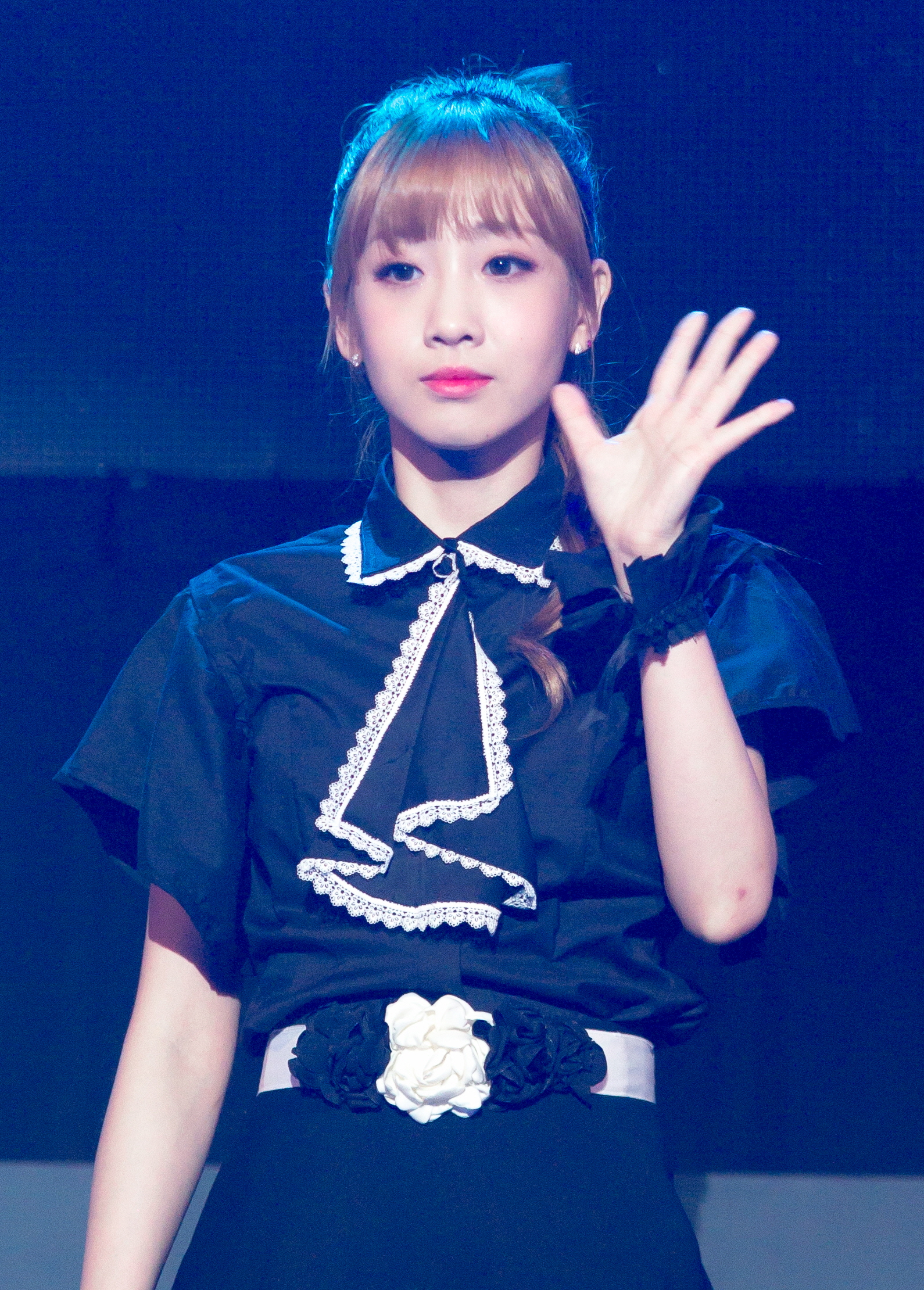
Джиэ во время K-creative, 15 июля 2016

Ю Джи Э (кор. 유지애) родилась 21 мая 1993 г. в Сеуле, Республика Корея. Чиэ дебютировала как младшая сестра группы Infinite в их предебютном реалити-шоу 2010 года «Infinite! You Are My Oppa». После двух месяцев съемок с Infinite, Чиэ прошла прослушивание в Woollim Entertainment в качестве стажёра. Первоначально подписав контракт с Woollim Entertainment в качестве актрисы, Джиэ выразила свою заинтересованность в пении. В том же году она сыграла короткую роль камео в корейском телесериале «Мастер обучения» (KBS2). В 2012 году она получила приглашение на телешоу Running Man с другими стажёрами. В 2013 году Чиэ совершила свой сольный дебют с песней «Delight», в музыкальном видео которого участвовал Паро из B1A4.

### Джису

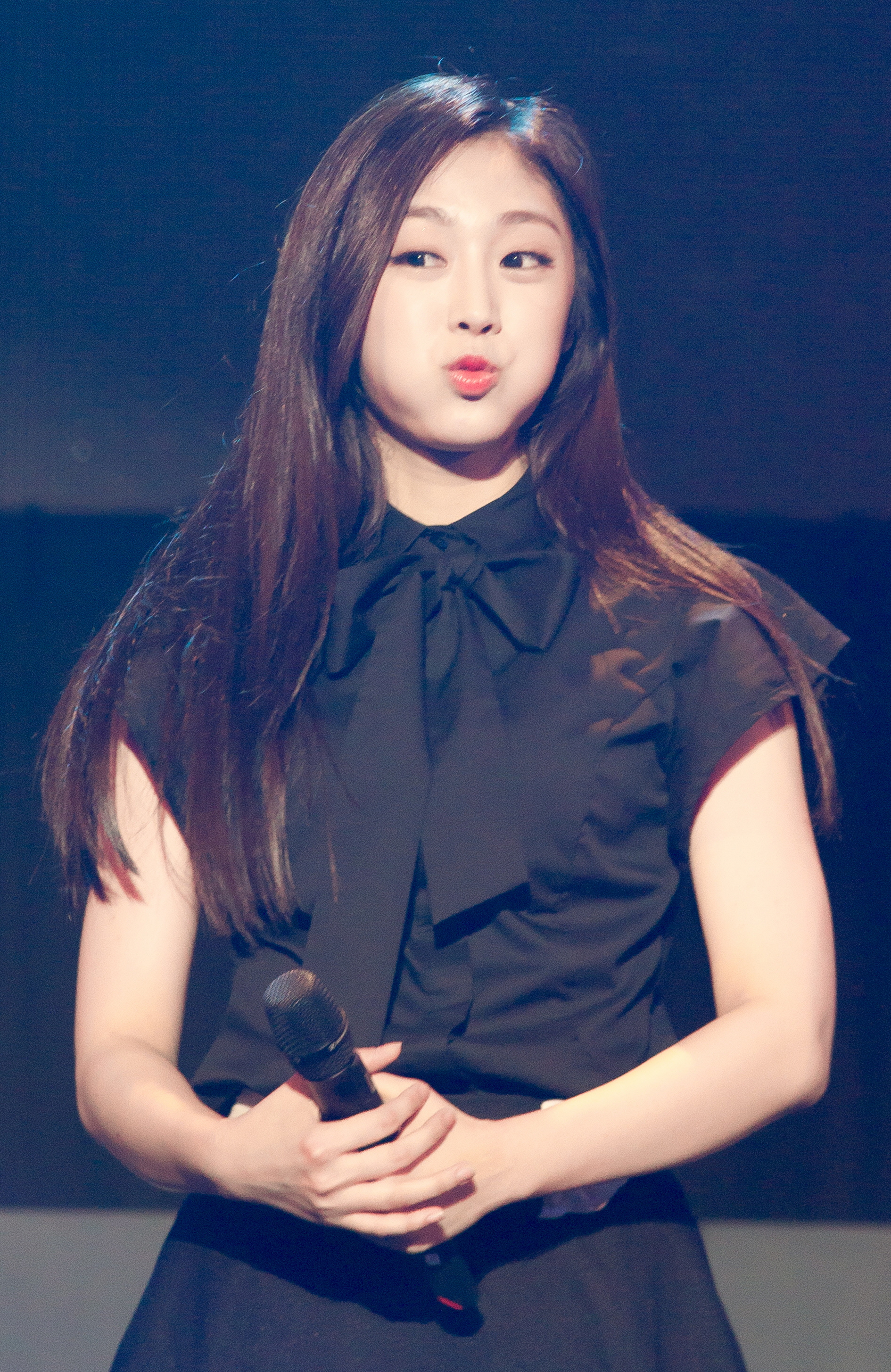
Джису во время K-creative, 15 июля 2016

Со Джи Су (кор. 서지수) родилась 11 февраля 1994 г. в Инчхоне, Республика Корея. До прихода в группу, она была известна благодаря её имитации звуков животных на шоу талантов Korea’s Got Talent (tvN).
Вскоре после объявления о дебюте группы, 3 ноября 2014 года, Джису стала объектом онлайн-нападок. В результате она была выведена из группы и госпитализирована для лечения психологического шока. Джису и её агентство позже представили доказательства в полицейском участке Сеула. Позднее полиция определила личности подозреваемых и отправила их в прокуратуру 20 января 2015 года. 8 мая 2015 года двое лиц (имена которых были скрыты) были обвинены и осуждены за распространение ложных слухов о Джису в Интернете, позже, им пришлось заплатить большой штраф за причинённый ущерб.
8 августа 2015 года Infinite объявили, что в оригинальном музыкальном видео для их песни «Last Romeo» в качестве главной ведущей пары будут задействованы Эл и Джису. Первоначальное музыкальное видео не было выпущено, так как оно совпало по времени с крушением парома «Севоль».

### Миджу

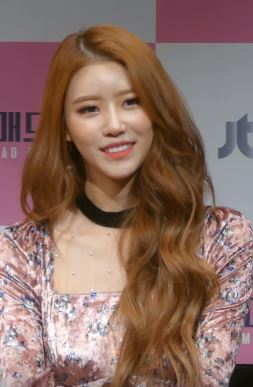
Миджу в феврале 2019 года

Ли Ми Джу (кор. 이미주) родилась 23 сентября 1994 г. в Окчхоне, Чхунчхон-Пукто, Республика Корея. Она впервые появилась в мае 2014 года и была представлена в качестве ведущей актрисы в видеоклипе «Last Romeo» от Infinite. Во время промоушена сингла «Destiny» она повредила лодыжку и взяла паузу на неделю. Она стала гостьей в 313-м эпизоде Running Man и появилась в сентябрьском эпизоде шоу талантов «Hit the Stage» музыкального телеканала Mnet.

### Кей

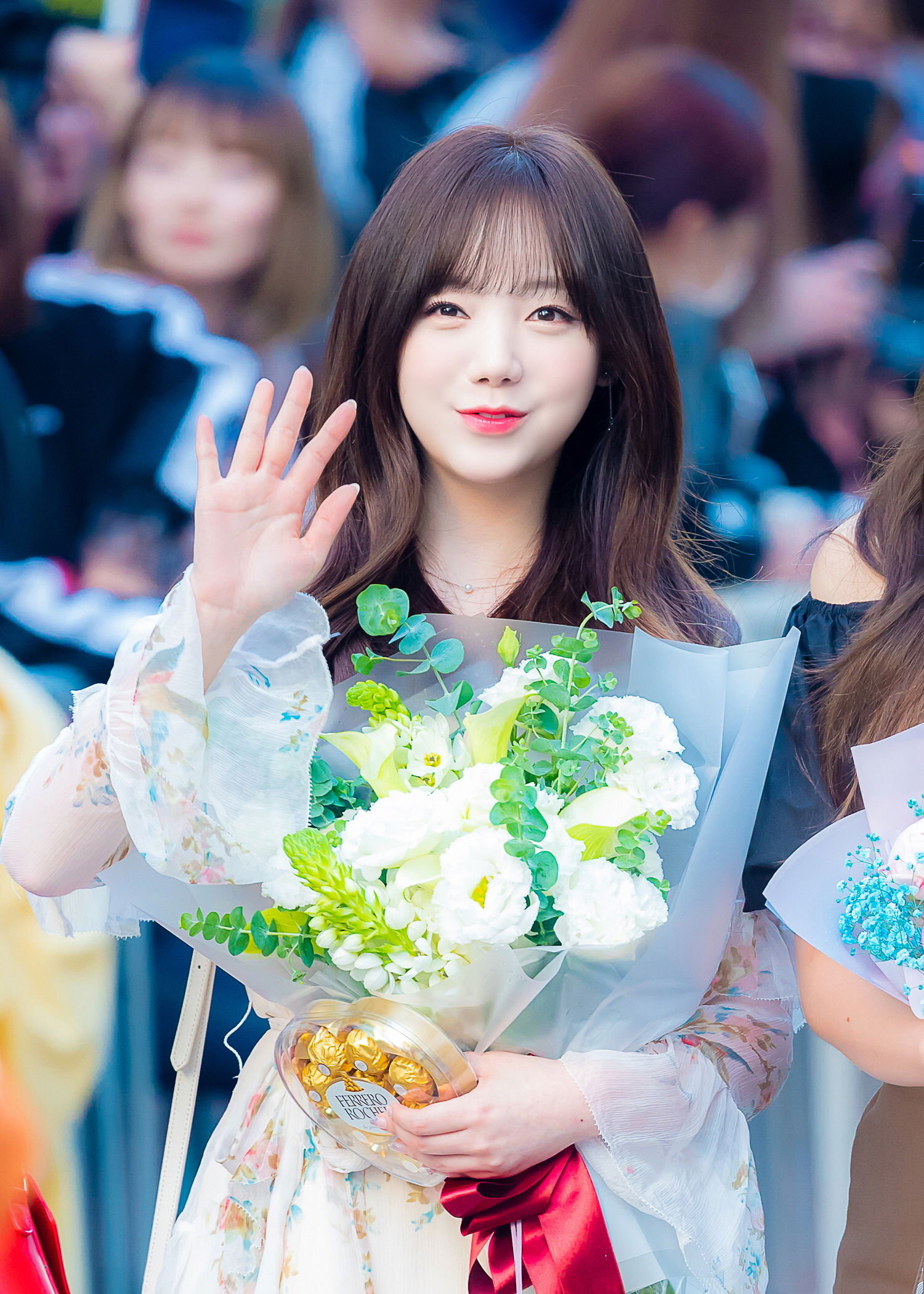
Кей в мае 2018 года

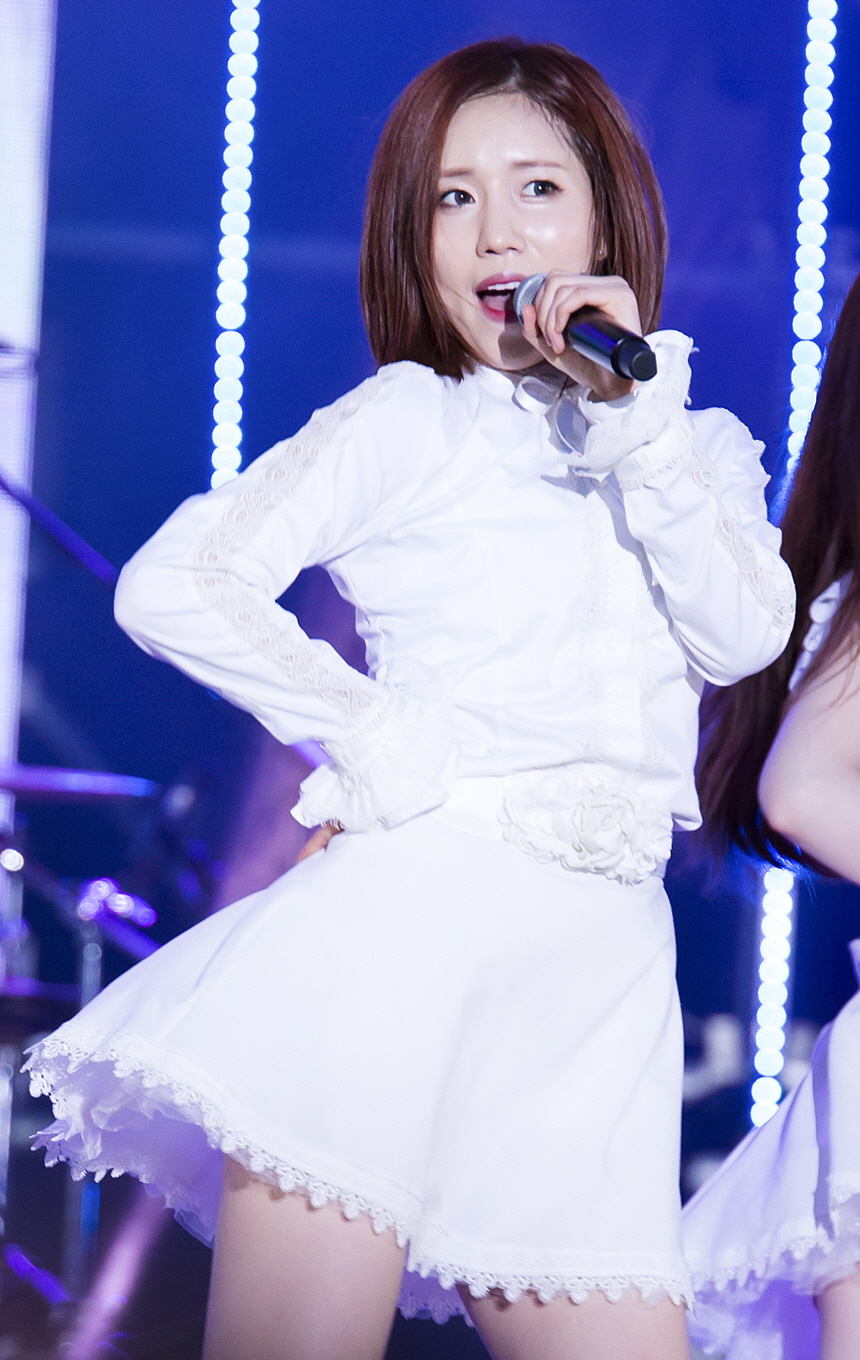
Джин в июне 2016 года

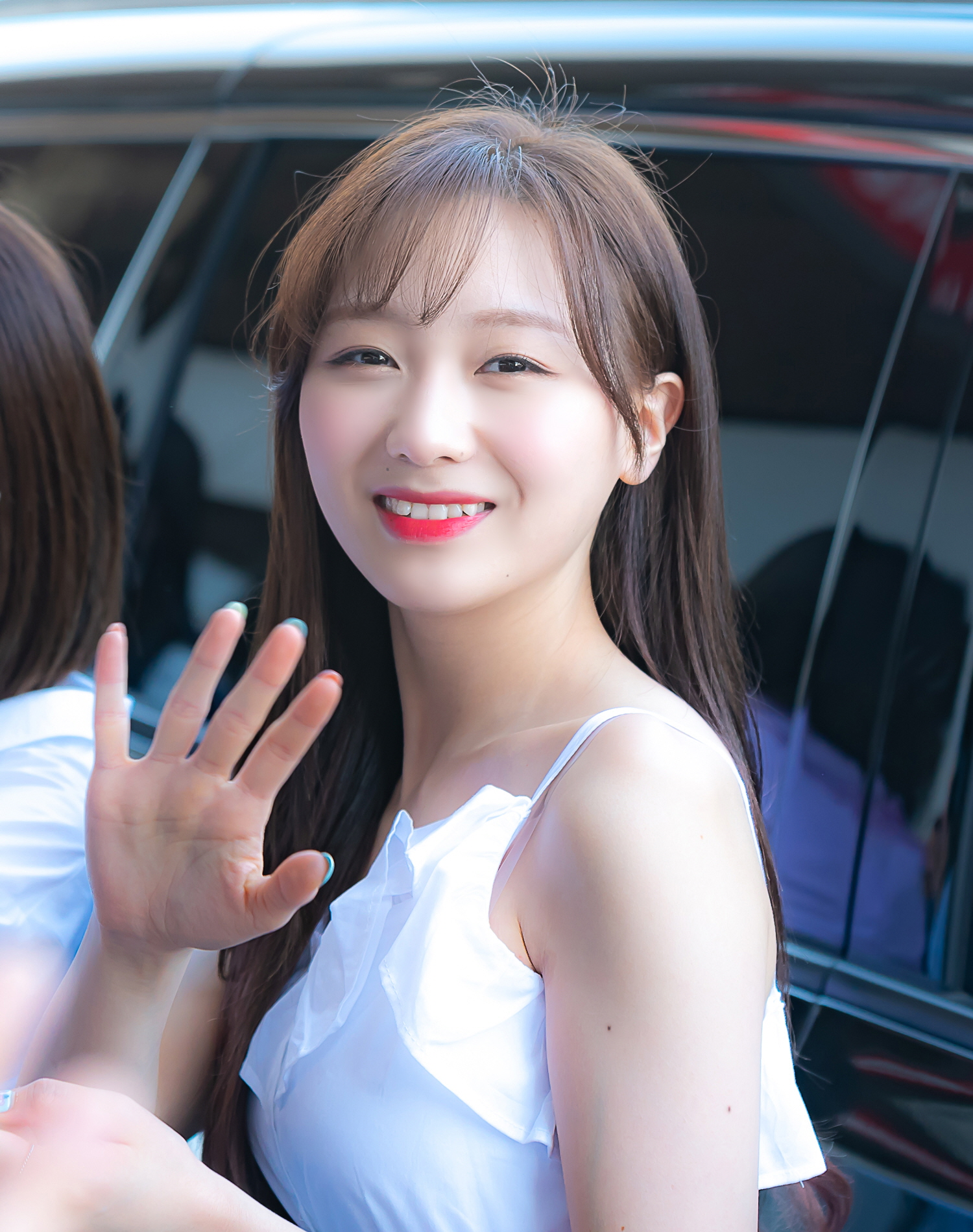
Суджон в июне 2018 года

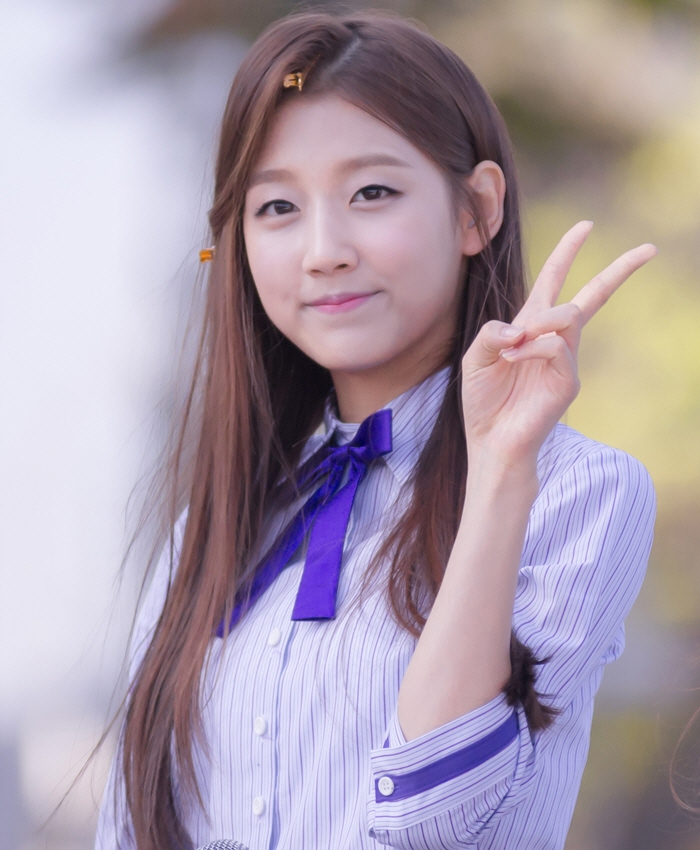
Еин в октябре 2015 года

Кей (англ. Kei, кор. 케이), настоящее имя: Ким Джи Ён (кор. 김지연) родилась 20 марта 1995 г. в Инчхоне, Республика Корея. В декабре 2015, Кей выпустила трек под названием «Love Like That» в качестве саундтрека к дораме «О, Моя Венера» канала KBS. 25 мая 2016 года она исполнила песню «Shooting» к дораме «Тайный Роман» (MBC). Кей начала свою актерскую карьеру в 2016 г., сыграв главную роль в веб-дораме «Matching! Boys Archery Club». Она снималась в вокальном шоу «Girl Spirit» телеканала jtbc 19 июля 2016 г.

### Джин
Джин (англ. Jin, кор. 진) настоящее имя: Пак Мён Ын (кор. 박명은) родилась 12 июня 1996 г. в Пусане, Республика Корея. Джин дебютировала в 2013 году с песней «Gone» (너만 없다), в музыкальном видео которой появились Сюмин из EXO и актриса Ким Ю Чжон.

### Суджон
Рю Су Джон (кор. 류수정) родилась 19 ноября 1997 г. в Тэджоне, Республика Корея. В январе 2015 года Суджон спела совместно с Infinite H песню «Bump» (кор. 부딪쳐) из альбома Fly Again. В 2016 году Суджон вместе с певцом Ёнджуном из группы Brown Eyed Soul записала песню «The Beginning Of Love», которая была выпущена в июне. Суджон вместе с Бейби Соул исполнили песню «Сегодня тоже ясно» (кор. 오늘도 맑음) для саундтрека к дораме «Предпоследняя любовь».

### Еин
Чон Е Ин (кор. 정예인) родилась 4 июня 1998 г. в Инчхоне, Республика Корея. Является самой молодой участницей группы. Она бывшая трейни JYP Entertainment. К компании она присоединилась в июле 2014, и в течение 5 месяцев тренировалась к дебюту.

## Дискография
| - Girls' Invasion (2014) - R U Ready? (2017) |

## Концерты
Концерты
- 1-й концерт – Lovelyz in Winterland (2017)
- 1-й летний концерт – Alwayz (2017)
- 2-й концерт – Lovelyz in Winterland 2 (2018)
- 3-й концерт - Lovelyz in Winterland 3 (2019)
- 2-й летний концерт - Alwayz 2 (2019)

Фан-митинги
- 1-й фан-митинг и мини-концерт — Lovely Day (2015)

## Фильмография

### Телесериалы
| Год  | Канал        | Название                              | Участники               | Заметки                  |
| ---- | ------------ | ------------------------------------- | ----------------------- | ------------------------ |
| 2016 | Naver TVCast | Matching! Boys Archery                | Кей                     | Веб-дорама, ведущая роль |
| 2016 | Channel A    | I Am A Job Applicant!                 | Мичжу                   | Веб-дорама, ведущая роль |
| 2016 | KBS2         | Джентльмены из ателье «Лавровый лист» | Джису, Еин, Джиэ, Мичжу | Камео                    |

### Реалити-шоу
| Год  | Канал             | Название                                       | Заметки                           |
| ---- | ----------------- | ---------------------------------------------- | --------------------------------- |
| 2016 | SBS MTV           | 이상한 나라의 러블리즈 (Lovelyz in Wonderland) | Первое развлекательное шоу группы |
| 2017 | skyTravel (Skytv) | Lovelyz Loves Canada                           | Интернет реалити-шоу              |
| 2017 | Naver V Live      | Lovelyz in Parallel Universe                   | Серия двников Lovelyz             |
| 2017 | Naver V Live      | Lovelyz's 'Tell Me Your Wish                   |                                   |
| 2018 | Channel A         | The Man Who Feeds The Dog 2                    |                                   |

## Награды и номинации

### MelOn Music Awards
| Церемония | Год  | Награда                  | Результат |
| --------- | ---- | ------------------------ | --------- |
| 7-я       | 2015 | Лучший новый исполнитель | Номинация |

### Mnet Asian Music Awards
| Церемония | Год  | Награда                          | Результат | Ссылка |
| --------- | ---- | -------------------------------- | --------- | ------ |
| 17-я      | 2015 | Лучший новый женский исполнитель | Номинация | [ 59 ] |
| 17-я      | 2015 | Артист года                      | Номинация | [ 60 ] |

### Korea Culture & Entertainment Awards
| Церемония | Год  | Награда               | Результат | Ссылка |
| --------- | ---- | --------------------- | --------- | ------ |
| 23-я      | 2015 | K-POP Топ 10 артистов | Победа    | [ 61 ] |

### Golden Disk Awards
| Церемония | Год  | Награда                       | Результат | Ссылка |
| --------- | ---- | ----------------------------- | --------- | ------ |
| 30-я      | 2016 | Лучший новый исполнитель      | Номинация | [ 62 ] |
| 32-я      | 2018 | Награда за популярность       | Номинация | [ 63 ] |
| 32-я      | 2018 | Награда Понсан за лучший диск | Номинация | [ 64 ] |

### Seoul Music Awards
| Церемония | Год  | Награда                   | Результат |
| --------- | ---- | ------------------------- | --------- |
| 24-я      | 2015 | Лучший новый исполнитель  | Номинация |
| 24-я      | 2015 | Награда за популярность   | Номинация |
| 24-я      | 2015 | Специальная награда Халлю | Номинация |
| 25-я      | 2016 | Награда Понсан            | Номинация |
| 25-я      | 2016 | Награда за популярность   | Номинация |
| 25-я      | 2016 | Специальная награда Халлю | Номинация |
| 26-я      | 2017 | Награда Понсан            | Номинация |
| 26-я      | 2017 | Награда за популярность   | Номинация |
| 27-я      | 2018 | Награда Понсан            | Номинация |
| 27-я      | 2018 | Награда за популярность   | Номинация |
| 27-я      | 2018 | Специальная награда Халлю | Номинация |

### Asia Artist Awards
| Год  | Награда                 | Результат |
| ---- | ----------------------- | --------- |
| 2016 | Самый популярный артист | Номинация |

### MBC Music Show Champion Awards
| Церемония | Год  | Награда                                            | Результат | Ссылка |
| --------- | ---- | -------------------------------------------------- | --------- | ------ |
| 1-я       | 2015 | Лучшее сценическое выступление по мнению аудитории | Номинация | [ 65 ] |